# Snowboarding under vinter-OL 2006 – Herrenens halfpipe
Herrenes halfpipe konkurrence i snowboarding ved de olympiske vinterlege i 2006 blev afholdt i Bardonecchia, en landsby i provinsen Torino, Italien. Konkurrencen fandt sted den 12. februar 2006.

## Medaljevindere
| Medalje | Medaljetager | Land          |
| ------- | ------------ | ------------- |
| Guld    | Shaun White  | USA (USA)     |
| Sølv    | Danny Kass   | USA (USA)     |
| Bronze  | Markku Koski | Finland (FIN) |